# K. Anders Ericsson
K. Anders Ericsson, född 23 oktober 1947, död 17 juni 2020 i Tallahassee, Florida, var en svensk forskare i psykologi tillika psykologiprofessor vid Florida State University. Han var internationellt erkänd för sin forskning inom psykologin bakom expertis och prestation. Hans forskning ligger till grund för 10 000-timmarsregeln. På svenska gav han ut boken Peak: vetenskapen om att bli bättre på nästan allt – sanningen bakom 10 000-timmarsregeln.
Ericsson studerade experters prestationer inom områden som medicin, musik, schack och sport, med fokus på förlängd målmedveten övning (d.v.s. högkoncentrationsövning utanför ens personliga bekvämlighetszon) för att förklara hur utövare på expertnivå åstadkommer sina överlägsna resultat. Ericssons forskning har haft en betydelse som direkt komplement till annan forskning  rörande kognitiva förmågor, personlighet, intressen och andra faktorer som hjälper forskare att förstå och förutse målmedveten övning och prestationer på expertnivå.

## Karriär
K. Anders Ericsson doktorerade 1976 i psykologi vid Stockholms universitet för avhandlingen Approaches to descriptions and analyses of problem-solving processes: the 8-puzzle, frågor som han redan behandlat i flera monografier. Efter disputationen fick han en post doc vid amerikanska Carnegie Mellon University. Han har sedan varit verksam vid Max-Planck-institutet i Berlin och vid Florida State University.
Ericsson inledde sin forskarkarriär på studier om kognitiva processer vid problemlösning. Hans främsta forskningsområde har emellertid varit minnesprocesser och deras betydelse för exceptionella prestationer. Han blev känd för sitt påstående att det tar tiotusen timmars träning innan någon blir expert i något område, och att denna träning var viktigare än talang. Tanken vidareutvecklades sedermera av Malcolm Gladwell, men har kritiserats för att inte framhålla att träning inte räcker för att bli en elit i något område samt för att olika eliter bevisligen tränat mindre än tio år.